# Axel Gisslén
Axel Olof Gisslén, född 29 juni 1929 i Ragunda församling i Jämtland, död i januari 2014, var en svensk socialdemokratisk politiker, kommunstyrelsens ordförande i Örebro kommun på 1980-talet och fram till 1991.
Efter folkskolan blev han skogsarbetare. Efter studier vid Hermods och Socialinstitutet i Göteborg, kom han till socialtjänsten i Örebro. Under sina studieår satt Gisslén i styrelsen för Göteborgs socialdemokratiska studentförening. Som aktiv socialdemokrat fick han på 1970-talet uppdrag åt socialdepartementet och socialstyrelsen. Han satt i partistyrelsen och blev kommunstyrelsens ordförande. Efter kalla krigets slut och Sovjetunionens upplösning, engagerade han sig för bättre kontakter på gräsrotsnivå mellan Sverige och Ryssland genom vänortsföreningen Örebro-Novgorod, som bland annat ledde till grundandet av en folkhögskola av skandinavisk modell i den ryska staden.